# Jan Karlík (důlní technik)
Karlík Jan (13. prosince 1840 Kamýk nad Vltavou – 1. října 1915 Oldřichovec) byl důlní technik, závodní dolu Mayrau a vynálezce.

## Život
Narodil se v rodině mlynáře a měl dva bratry. Po vystudování reálného gymnázia v Praze-Karlíně pokračoval ve studiu hornické akademie v Banské Štiavnici odkud přešel do Příbrami (školní rok 1861/1862), kde dokončil studium hutnictví a hornictví. Po ukončení studia nastoupil do státních solných dolů v Hallstatu v Solnohradsku. Po třech letech se vrátil do Příbrami, kde pracoval při těžbě stříbra. Krátce pracoval v Jemníkách na dole Humboldt a od roku 1870 nastoupil jako důlní technik k Pražské železářské společnosti (dále PŽS). Získané zkušenosti s hloubením dolů získal v Horním Slezsku, Vestfálsku a Stehelčevsi, kam byl společností vysílán. V roce 1874 byl vybrán nově nastoupeným generálním ředitelem PŽS Gottfriedem Bacherem jako garanta k hloubení jámy pozdějšího dolu Mayrau ve Vinařicích u Kladna. Důl byl vyhlouben do hloubky 515,2 m. Od roku 1874 vedl tento důl až do odchodu do důchodu 12. prosince 1906. Během tohoto období pod jeho vedením se stal důl Mayrau nejmodernějším dolem v Rakousku. 
Svůj život zasvětil dolu Mayrau, jeho technická vylepšení, vynálezy a patenty pozvedly technickou úroveň dolu. Mezi vynálezy a patenty můžeme zařadit např. sestrojení hloubicího čerpadla, výklopník vozíků v třídírnách z roku 1885, rošt k vytřídění hrubého uhlí z těžby z roku 1890 a další. Mezi nejdůležitějšími je vynález tachografu na těžním stroji, měřícího zařízení rychlosti těžní klece s průběžným záznamem. Karlíkův tachograf byl z počátku vyráběn v mechanických dílnách společně se zámečnickým mistrem Vojtěchem Šarochem dolu Mayrau a později byla výroba přesunuta do Slaného a do Prahy. Tento vynález Ing. Karlíka proslavil nejen v Rakousku či v Evropě, ale i v zámoří, všude tam, kde byl na dolech zaváděn.
V roce 1904 získal Řád Františka Josefa za zásluhy o technický rozvoj hornictví.
Po odchodu do důchodu se přestěhoval do Prahy-Vinohrad. I v důchodu se věnoval vynálezům a patentům. Zemřel v Oldřichovci 1. října 1915 na těžkou sklerózu.

## Rodina
Ing. Jan Karlík byl dvakrát ženatý. Poprvé se seznámil s dcerou mlynáře Johannou Piazzovou v Příbrami. Po její nenadálé smrti se v roce 1878 seznámil v Blovicích s Marií Kressovou, dcerou majitele továrny na cikorku. Z obou manželství měl pět synů a dvě dcery.

## Galerie

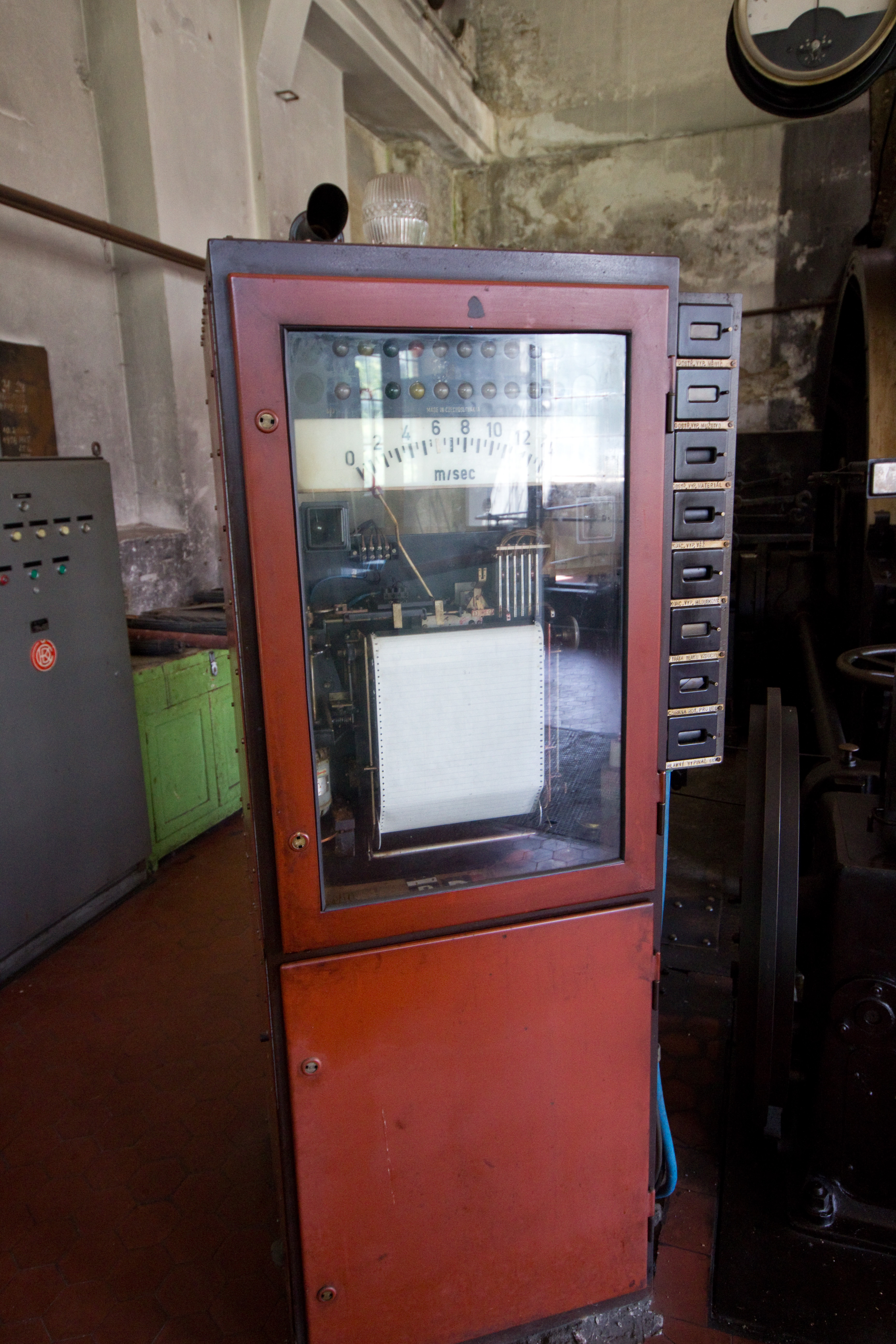
Karlíkův tachograf v Hornickém skanzenu Mayrau
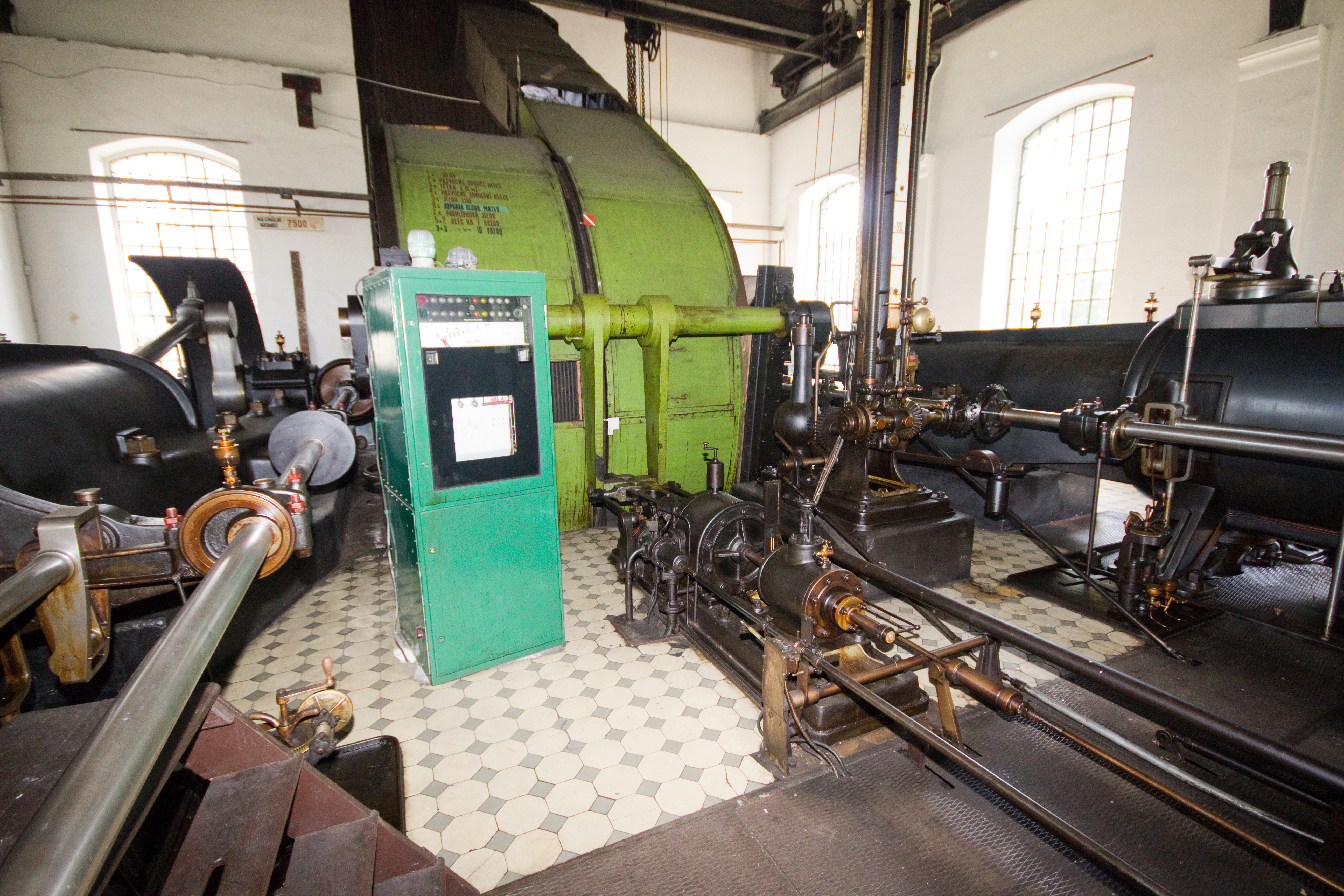
Karlíkův tachograf v Hornickém skanzenu Mayrau u parního stroje
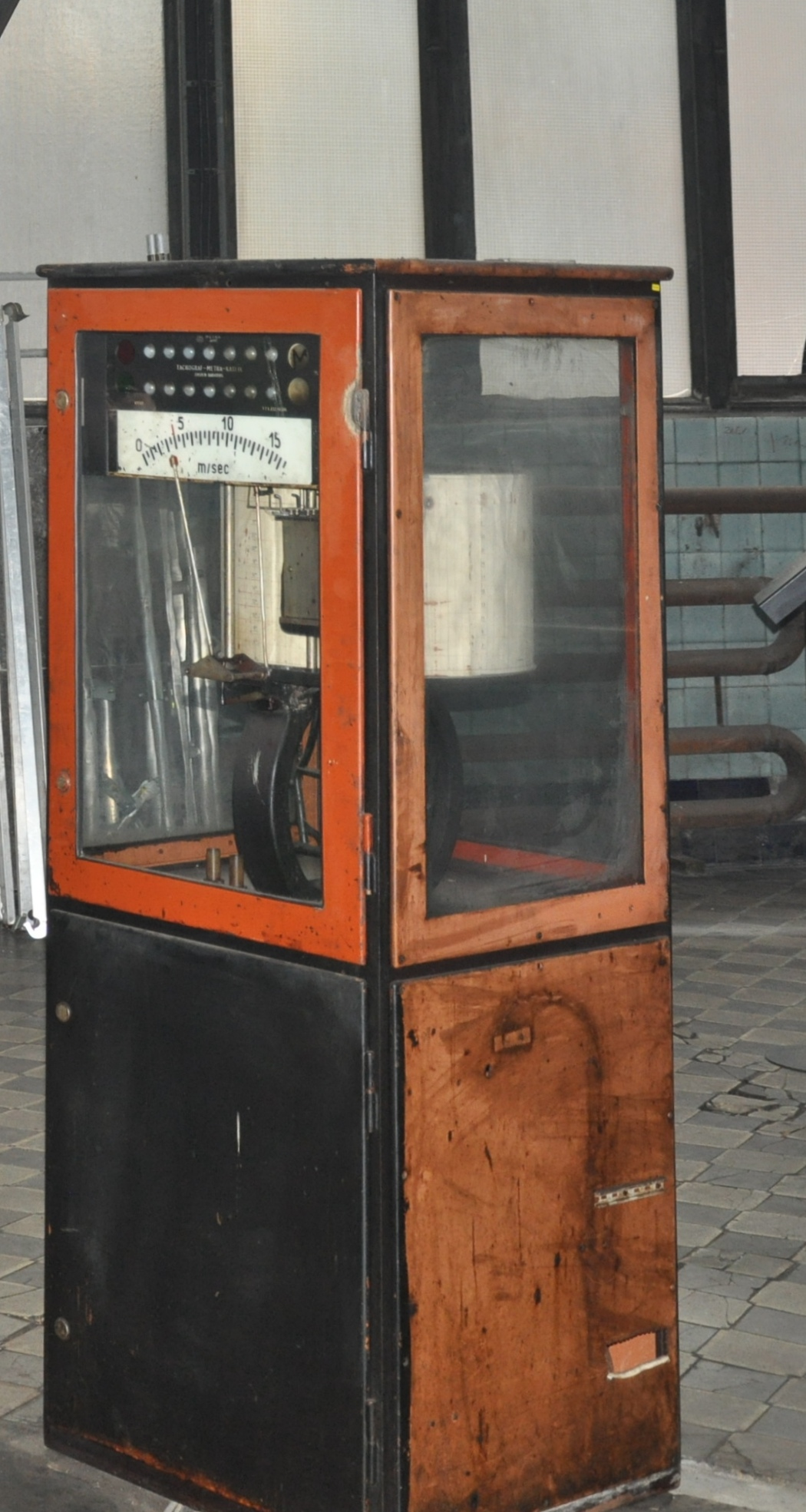
Karlíkův tachograf na Dole Michal v Ostravě-Michálkovicích
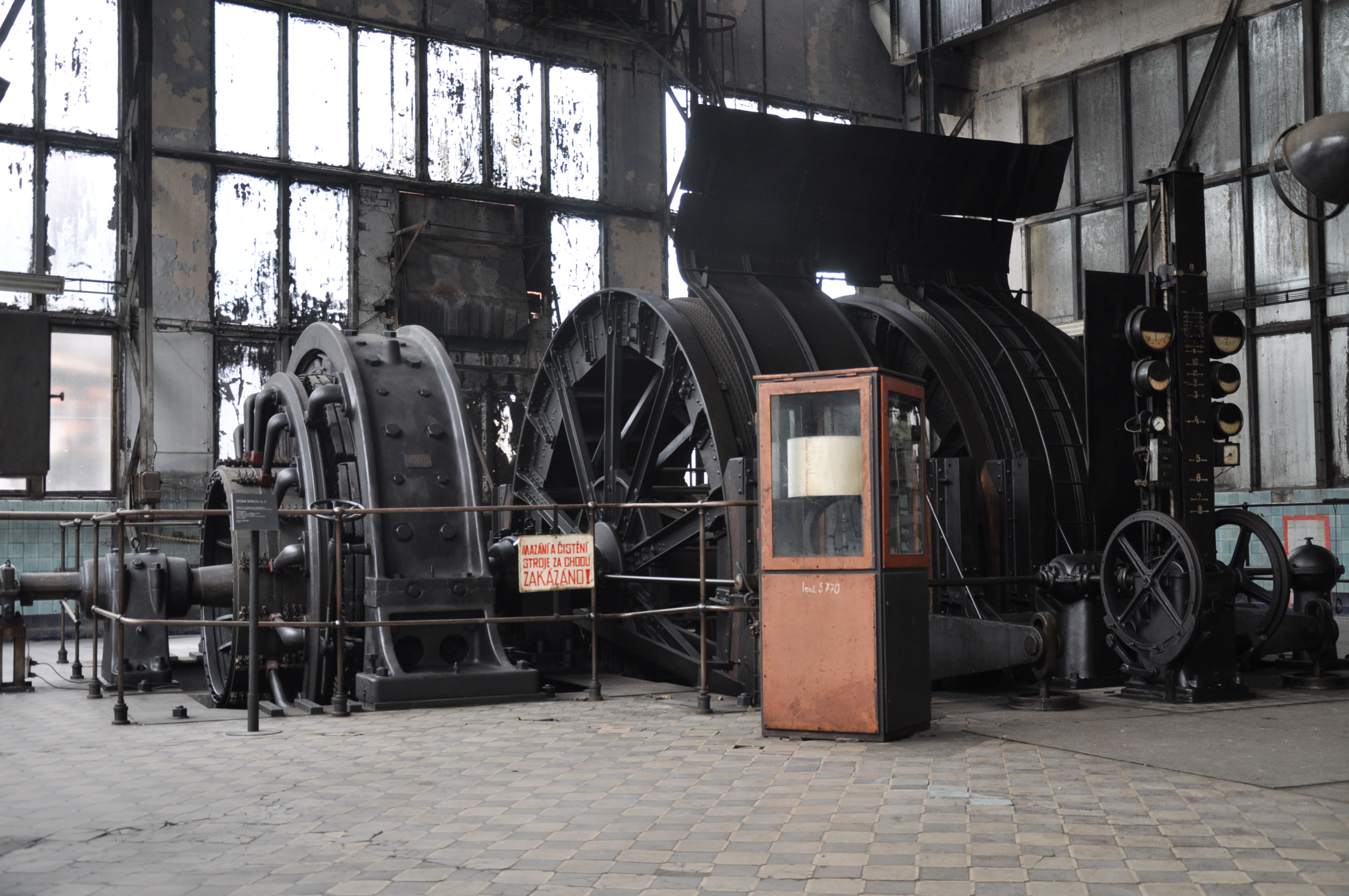
Karlíkův tachograf před elektrickým těžním strojem na Dole Michal v Ostravě-Michálkovicích